# 55331 Путці
55331 Путці (55331 Putzi) — астероїд головного поясу, відкритий 21 вересня 2001 року.
Тіссеранів параметр щодо Юпітера — 3,153.
Названо на честь Антоніни (Путці) Т. Шварц (народилася 1953), артистки і практик холістичного лікування.